# 闘鶏山古墳
闘鶏山古墳（つげやまこふん）は、三島古墳群に属する、大阪府高槻市にある古墳時代前期の前方後円墳。未盗掘の竪穴式石槨が2基、発見されている。2002年12月19日、国の史跡に指定された。

## 概要

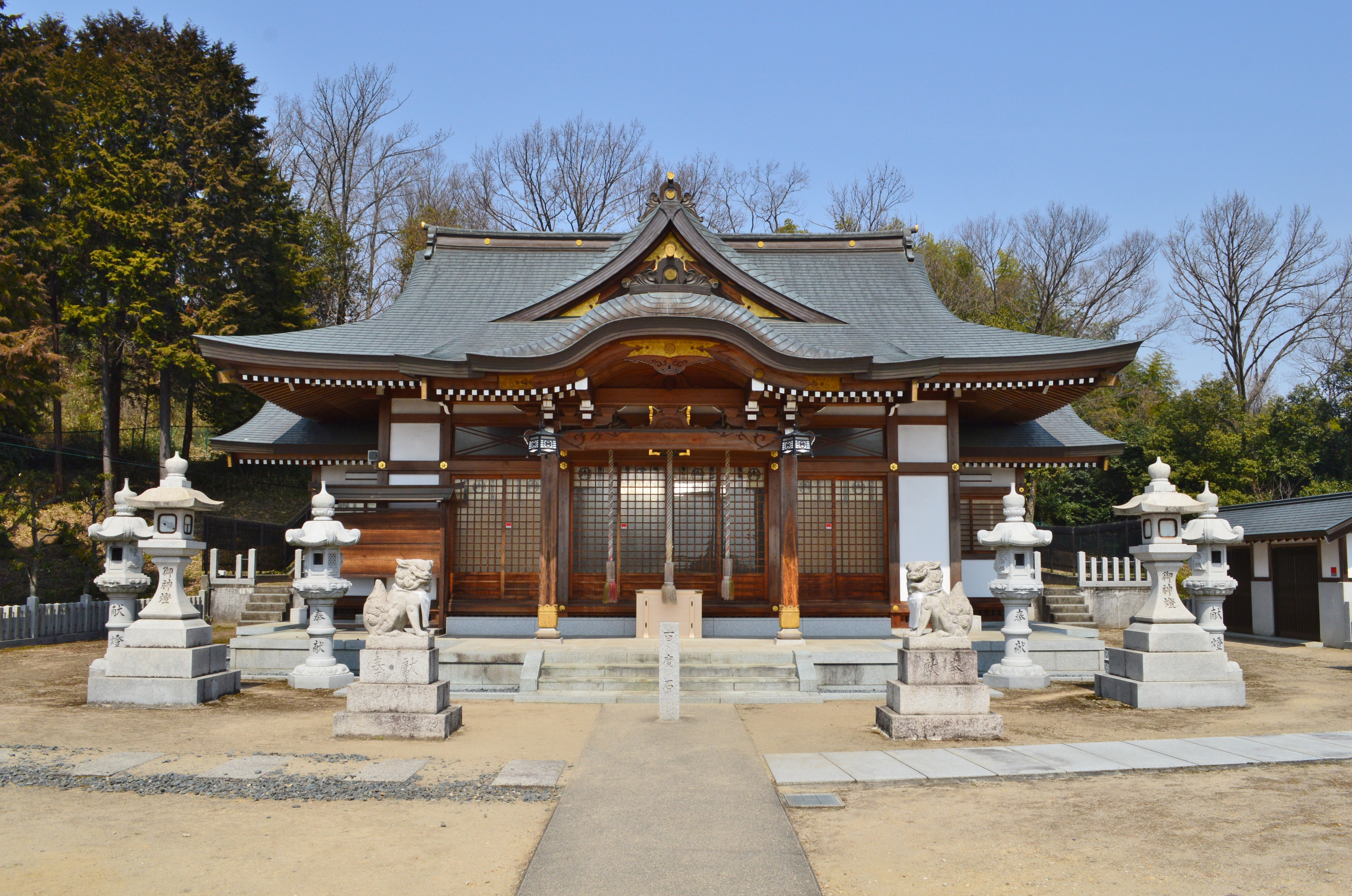
闘鶏野神社

闘鶏山古墳は、北摂山系南斜面にある奈佐原丘陵の標高84メートルの地点にある。今城塚古墳をはじめとする約500基の古墳を有する三島古墳群に所属しており、古墳時代前期の4世紀前半に造営された、三島古墳群の中でも前期の古墳であると見られている。
「闘鶏」の名は、日本書紀仁徳62年の記事にも記載されている闘鶏野氷室に由来している。闘鶏山古墳の南側には闘鶏野神社があり、また古墳周辺の地名に氷室の名が残っている。
古墳は丘陵の狭い尾根沿いに、前方部を南側に向けて造られている。全長86.4メートル、後円部の直径約60メートル、前方部、後円部ともに2段の段築がなされ、二段目のテラスや埋葬施設がある後円部墳頂部まで、墳丘全面に葺石がほどこされているが、埴輪は見られない。後円部の南東側に古墳本体と接して石が敷かれている部分があり、古墳の祭祀が行われたものと見られている。また、多くの土師器片が見つかっており、後円部の墳頂には土師器の壺が並べられていたとの説もある。
埋葬施設として、後円部に2基の竪穴式石室が確認されている。中央部にある第一主体と、そのすぐ北西側にある第二主体ともに未盗掘であることがわかっている。

## 土壇状遺構
闘鶏山古墳の前方部の前面に、南北約17メートル、東西約16メートルの方形をした土壇状遺構が発見された。古墳本体と同じく土壇全面が石で覆われていた。土壇の中央部には東西4.6メートル、南北が2.8メートルの穴が掘られており、そしてすり鉢状に掘られた穴の底部はいったん平坦になり、そこから更に東西約3.5メートル、南北約1メートルの穴が掘られていた。このような2段になって掘られた穴は2段墓坑と呼ばれる埋葬施設と見られ、闘鶏山古墳被葬者と関係の深い人物が葬られたものと推定される。

## 未盗掘の石槨
闘鶏山古墳の第一主体は、南北14.5メートル、東西10～11メートルと墳頂部の大部分を占め、第二主体は第一主体の北西部分にあって、南北8メートル、東西5メートルである。2002年の調査で第一主体、第二主体とも未盗掘で、埋葬当時の状態をとどめていることが判明した。
第一主体は古墳の主軸と平行して作られており、墳頂から天井石まで約2メートルとかなり深い場所にある。天井石の上は厚さ10～15センチの粘土で被覆されている。石槨は多くの20～30センチ×40～70センチ、厚さ4～6センチの板状の石を、合掌状に積み上げて作られており、天井石とともに徳島県吉野川流域産の結晶片岩が使用されている。
石の隙間からファイバースコープを通して石槨内を覗いたところ、棺は前期古墳では一般的な割竹形木棺で、棺材の一部は腐朽せずに残っていると見られる。被葬者の周囲には朱が撒かれており、頭蓋骨も朱に染まった形で確認された。副葬品としては三角縁神獣鏡2面、方格規矩四神鏡、碧玉製の腕飾り、南海産の貝製品、石製品、銅鏃、鉄刀などが確認できた。また三角縁神獣鏡のうちの一枚は、京都府木津川市の椿井大塚山古墳で発掘された鏡と同型のものであることが判明した。また、石槨の端部には甲冑の一部と見られる鉄製の小札が多数見つかっている。
第二主体は墳頂から天井石まで約1メートルとやや浅く、石槨の石材としては第一主体と同じ結晶片岩とともに、少量の石英斑岩が用いられている。棺はやはり割竹形木棺で、第一主体よりも多くの棺材が残されている。副葬品としては鉄刀が確認されている。

## 石槨発掘の検討
石槨内は第一主体、第二主体ともに湿度が高く、全体に水滴が見られ遺物を濡らしており、また木の根の石槨内進入が第一主体、第二主体とも確認されている。その上、第一主体では板状の結晶片岩を積み上げた側壁からの石の落下とそれに伴う遺物の損傷も見られ、未盗掘であるとはいえ、遺物の保存状態は万全とは言い難い現状である。
当初、石槨内の発掘を行わず保存を予定していた闘鶏山古墳であるが、現状保存に失敗した高松塚古墳の教訓もあり、石槨の実物大模型を作成して発掘を検討することとなった。
2010年3月、高槻市教育委員会が本格的な発掘調査に乗り出す方針を固めたと報じられた。2010年度中に発掘方法を検討し、2011年度以降に着手する見込みとされている。